# Michael Hordern
Sir Michael Murray Hordern, CBE (Hertfordshire, 3 de outubro de 1911 - Oxford, 2 de maio de 1995) foi um ator inglês cuja carreira durou quase 60 anos. Ele é mais conhecido por seus papéis shakespearianos, especialmente o de Rei Lear, que ele interpretou com grande aclamação no teatro em Stratford em 1969 e Londres em 1970. Seu trabalho posterior foi predominantemente na televisão e no rádio.

## Biografia
Nascido em Berkhamsted, Hertfordshire, em uma família sem vínculos teatrais, Hordern estudou na Windlesham House School em Pulborough, West Sussex, onde se interessou pelas artes cênicas. Em seguida, foi para Brighton College, onde seu interesse pelo teatro se desenvolveu.
Depois de deixar a faculdade, se juntou a uma companhia de teatro amador, e chamou a atenção de vários diretores influentes que o escalaram para papéis menores em Otelo e Macbeth. Durante a Segunda Guerra Mundial serviu na Marinha Real Britânica onde alcançou o posto de tenente-comandante. Após o conflito, retomou sua carreira de ator e fez sua estréia na televisão, tornando-se um nome familiar.
Em 1957, Hordern foi escalado para a peça The Dock Brief, na qual interpretou um advogado. Após alguns comentários positivos da imprensa, a peça foi transferida para o rádio em maio do mesmo ano. Foi exibida na televisão em setembro, e rendeu a Hordern um prêmio de Melhor Ator no British Academy Television Awards de 1958.

## Morte
Hordern morreu em 2 de  maio de 1995, aos 83 anos.